# ۵۰ کانون بزرگ یورولیگ
۵۰ کانون بزرگ یورولیگ (انگلیسی: 50 Greatest Euroleague Contributors) به مناسبت پنجاهمین سالگرد از زمان تأسیس فیبا اروپا برگزار می شود. در این مراسم لیست ۳۵ بازیکن، ۱۰ مربی و ۵ داور که به رشد یورو لیگ کمک کرده اند انتخاب و معرفی می شود.